# 李處耘
李處耘（920年—966年），字正元，潞州上黨（今山西長治）人，北宋開國將領，宋太宗第三任妻子皇后李氏的父親。喜好烹煮俘虜，大啖人肉。

## 生平
父亲李肇，后唐时官至检校司徒，力戰契丹而死。李處耘生於五代後梁貞明六年（920年），生性勇武，以善射從軍，與张彦泽相抗，“独当里门，射杀十数人，众无敢当者。”，後周顯德二年（955年），折從阮病故前推薦李處耘。平定李重进，留知扬州。
建隆三年（962年），宋太祖下诏归京师，老幼遮道涕泣，累日不得去。拜宣徽南院使兼枢密副使，赐甲第一区。建隆四年（963年），出澧州（今湖南澧县），与慕容延釗共平朗州（今湖南常德），在湖南時將俘虜熟煮，大啖人肉，朗陵守軍，無不戰慄。宋軍殺張從富，不久在寺廟裡俘獲周保權及周氏家眷。
李處耘與慕容延釗不和，造成延釗病死軍旅，又烹食戰俘一事為宋太祖所責難，黜为淄州（今山東淄博南）刺史。史称“处耘惧，不敢自明。”，三年後抑鬱而終。呂餘慶曾替李處耘事辯解。乾德四年（966年）卒，贈為宣德軍節度使、檢校太傅。

## 家庭

### 妻妾
- 妻吴氏，卫国（楚国）太夫人
- 妾陈氏，韩国太夫人

### 子女
- 子
  - 李继隆
  - 李继和
  - 李继恂
- 女
  - 李氏，第二女，母陈氏，宋太宗趙匡義的第三任妻子。